# Grab the Moment
«Grab the Moment» (с англ. — «Не упущу момент») — песня норвежских исполнителей JOWST и Александера Вальманна, представленная на конкурсе «Евровидение-2017» в Киеве.

## Евровидение
7 февраля 2017 года JOWST и Александер Вальманн приняли участие в «Melodi Grand Prix 2017», национальном отборе Норвегии на Евровидении 2017 года. В финале, состоявшемся 11 марта, JOWST и Walmann получили максимум 12 очков от четырёх из одиннадцати международных жюри в дополнение к победе на телеголосовании. Затем они перешли в золотой финал, где они выиграли конкурс. Норвегия соревновалась во втором полуфинале Конкурса Песни Евровидение 11 мая 2017 года, отбиваясь от финального финала на 5-й позиции после того, как результат их присяжных 3-го и 8-го телеголосования были объединены. JOWST исполнил 17-е место в финале 13 мая 2017 года, заняв 10-е место, получив в общей сложности 158 очков от голосования и голосования в жюри.

## Композиция
| №  | Название          | Длительность |
| -- | ----------------- | ------------ |
| 1. | «Grab the Moment» | 2:55         |